# Ntdetect.com

ntdetect.com은 x86 아키텍처를 운영하는 마이크로소프트 윈도우 NT 운영 체제의 구성 요소이다. 윈도우 NT 시작 프로세스 동안에 실행되며 운영 체제를 시작하는 데 요구되는 기본 하드웨어를 감지한다.

## 개요
ntdetect.com은 NTLDR에 의해 호출되고 작업이 끝나면 윈도 커널 ntoskrnl.exe에 전달하기 위해 해당 정보를 NTLDR에게 되돌려 준다.
ntdetect.com은 바이오스 펌웨어를 사용하는 컴퓨터에서 돌아간다. IA-64와 같은 확장 펌웨어 인터페이스를 사용하는 컴퓨터들은 운영 체제에 구속되지 않는 장치 검색 방식을 사용한다.
하드웨어 감지는 하드웨어의 ACPI 지원 여부에 따라 조금 다르게 동작한다. ACPI를 지원하면, 발견된 장치들의 목록은 커널에 맡겨지고, 윈도는 각 장치의 일부 리소스를 할당한다. ACPI를 지원하지 않는 오래된 하드웨어를 사용하면 운영 체제가 아닌 바이오스가 리소스를 직접 할당하며, 이때 정보는 커널에도 전달된다.
또한, ntdetect.com은 어느 하드웨어 프로파일을 사용할지 결정한다. 윈도는 여러 개의 하드웨어 프로파일을 구분하여 단일 복사본의 윈도가 기본 설계 상의 하드웨어가 변경되어도 잘 동작하게 만들어 준다. 이는 도킹 스테이션에 연결하는 휴대용 컴퓨터와 같다.
윈도우 비스타 이후의 운영체제에서는 ntdetect.com는 오직 ACPI만 지원하며, 윈도는 모든 컴퓨터의 하드웨어 리소스 할당을 동일한 방법으로 제어할 수 있다. 하드웨어 프로파일들은 더 이상 윈도우 비스타에서 지원되지 않는다.
ntdetect.com이 수집한 정보는 시동 작업이 끝나갈 무렵 윈도우 레지스트리의 HKLM\HARDWARE\DESCRIPTION 키에 저장된다.

## 하드웨어 감지 종류
- 하드웨어 인식
- 하드웨어 날짜 및 시간
- 버스 및 어댑터 종류
- 스커지 어댑터
- 비디오 어댑터
- 키보드
- 직렵 및 병렬 통신 포트
- 하드 드라이브
- 플로피 디스크
- 마우스
- 부동소수점 코프로세서
- ISA 버스 기반의 장치

## 문제 해결
문제가 있다면 마이크로소프트의 ntdetect.com의 디버그 버전을 내려 받으면 된다. 감지되는 하드웨어에 대해 자세한 정보를 보여 준다.

## 같이 보기
- 윈도우 NT 시작 프로세스
- NTLDR
- ntoskrnl.exe
- ACPI